# 臥蛇島

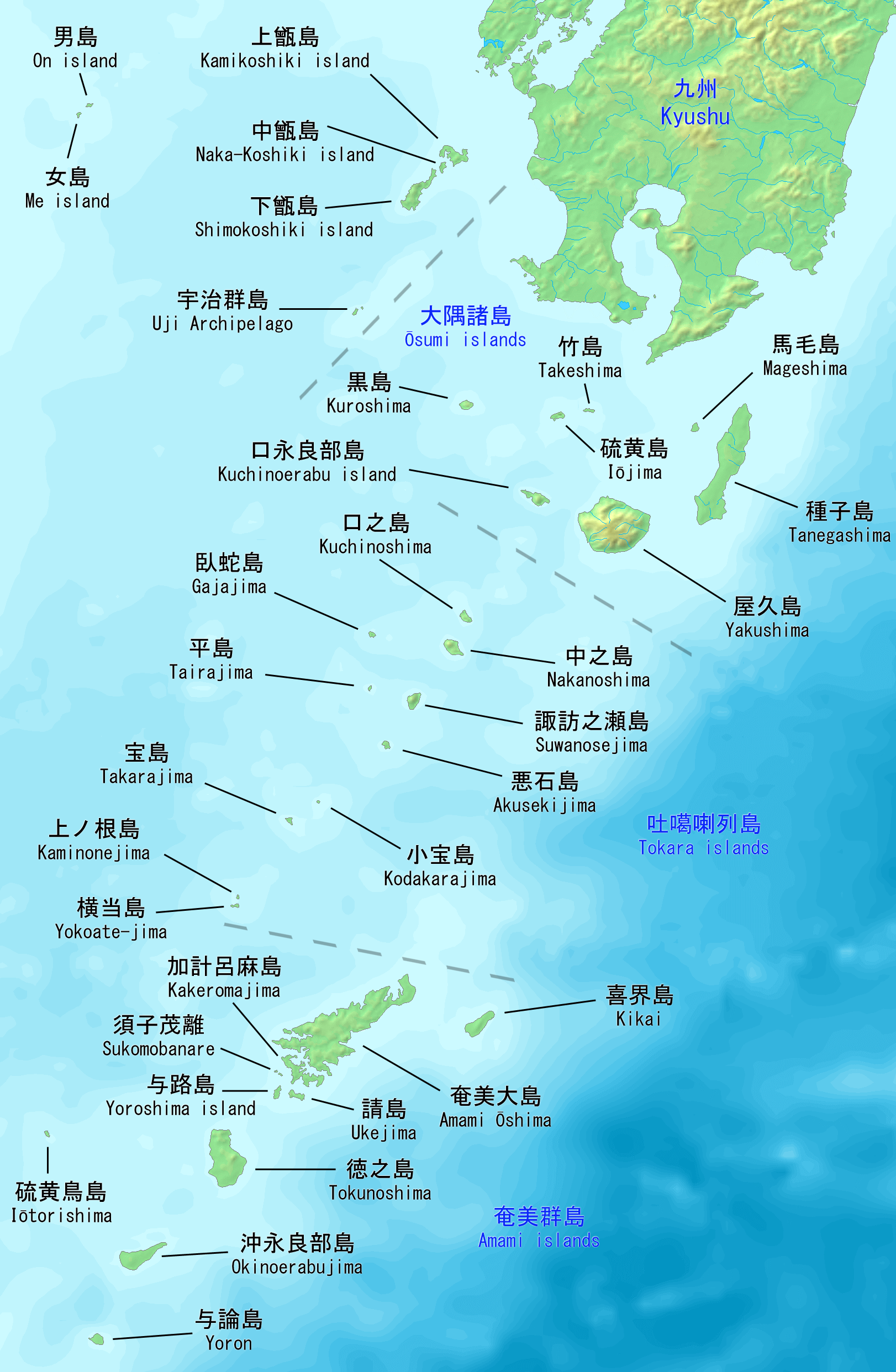
トカラ列島（薩南諸島、中部）

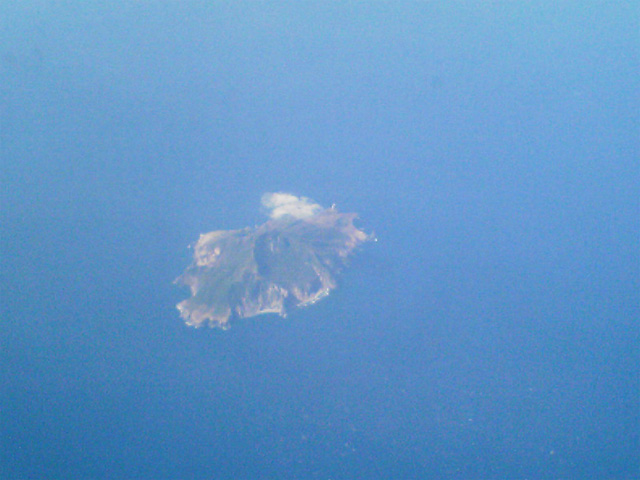
臥蛇島1

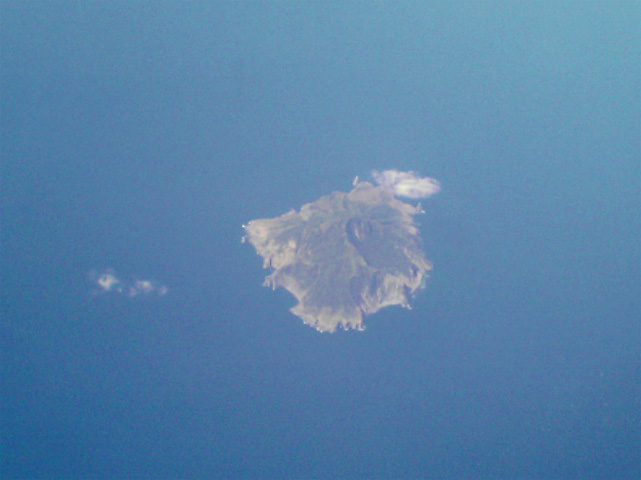
臥蛇島2

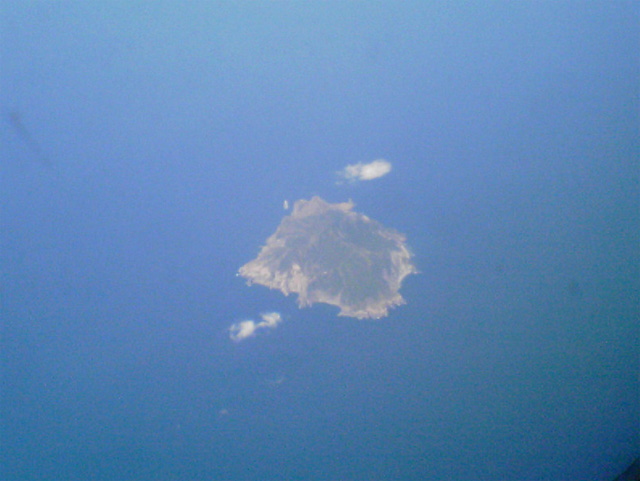
臥蛇島3

臥蛇島（がじゃじま）は、鹿児島県のトカラ列島に属し、中之島の西約28kmに位置する無人島である。1970年（昭和45年）に全島民が移住し無人島となった。
地名（行政区画）としての「臥蛇島」は鹿児島県鹿児島郡十島村の大字となっており、島の全域および小臥蛇島の全域が大字の範囲に含まれている。郵便番号は891-5200。

## 地理

### 地勢

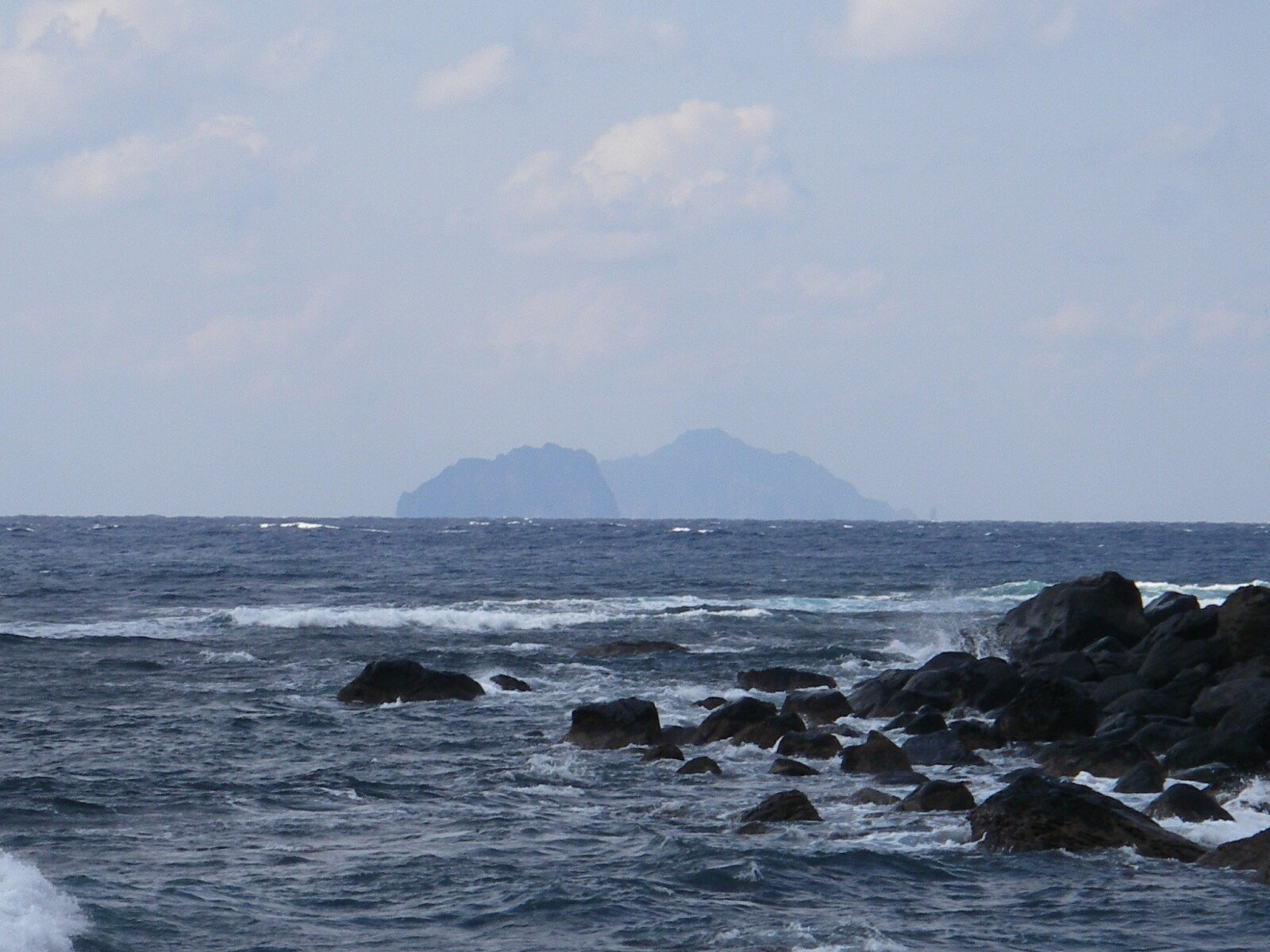
臥蛇島と小臥蛇島

臥蛇の名前については『海東諸国記』に「掛蛇島」、清の冊封正使汪楫の『使琉球雑録』に「臥蛇島」と記されている。その名が示すとおり、島を沖から眺めると、蛇が伏せたような形をしている。
長径約3km、短径約2km、最高点は御岳の497m。島の周囲は約9kmで、大半が高さ50mから100mの断崖となっており、楠久浜に僅かであるが海浜が存在する。平坦地はほとんどなく、北西部に緩やかな斜面があるのみである。
南東方向に小臥蛇島が存在する。また、すぐ西沖には高さ110mの無人島である木場立神がある。
島そのものは新第三紀鮮新世の古い火山活動によりできたと考えられているが、無人化により地質調査が成されていないため、詳細は不明である。主に安山岩により形成されている。
- 山：御岳・矢筈岳・五神岳・金居岳
- 小字名：湊・上村・中村・上原・赤土原・野・イタブ山・黒島崎・クスクノ浜・ヨカ子・エヒヤ・岩屋・ウチゴル・シブル・川浜

### 集落等
島民は、島の北部の比較的なだらかな前之浜近くの台地形地形に住んでいた（かつては上、中、下の三集落で形成）。しかし、海抜が50m以上もあるため、海岸から人里までは急傾斜で危険な階段を200段ほど登らなければならなかった。現在、木造であった住宅や学校などの建物はほとんど朽ち果て（リュウキュウチクの群落となっている）、残存するのは島の守り神を祀った小さな鳥居と無人の灯台のみである。住宅の一部や石積みなども残ってはいるが、長年の風雨にさらされ損傷が激しい。
なお、集落から南に八幡宮、南西に畑作地帯や放牧地帯があり、全て島の北部に集中している。

### 気候
- 年平均気温：18.1℃　年間降水量：2,619.7mm

### 生物
- 植生は主にリュウキュウチク群落、タブノキ・スダジイ群落、ビロウ群落から成る。

## 歴史
かつては人口が100人を越え、戦前はカツオ漁などにより他の島に比べ繁栄を誇っていたが、急峻な地形で大規模な築港ができないなどの理由から徐々に衰退。米軍統治下に入った戦後の一時期こそ活況を見せたが、それも長くは続かなかった。
やがて、島内で完結した自給自足の自然経済から貨幣経済への移行がせまられたこと、本土復帰を経て昭和30年代から昭和40年代の集団就職による人口減などの問題、さらに週1回の定期航路さえ大シケのために欠航が続き、しばしば飢饉騒ぎが起きたことなど、島での生活を維持していくことが困難になった。このため1970年（昭和45年）7月28日、全島民が鹿児島市などへの集団移住を選択した。なお、このころの人口は7世帯28人（1970年（昭和45年）1月調査時点）にまで減少しており、最後の日は4世帯16人であった。
移住後、略奪船により扉や窓を破壊され、更に台風被害なども重なったため、無人島となってからわずか数年後にはほとんどの住居が荒れ果て、手の付けられない状態になってしまった。島民の集団移住後も、灯台の職員が1982年（昭和57年）4月まで交代制勤務により滞在していた。
島の周囲は好漁場であること、またダイビングスポットになっていることなどから、島の周囲に寄りつく船は多い。上陸は公には認められていない。現在では船着き場から集落跡までが荒廃しており、非常に危険な状況である。

### 年表
集団移住関連の出来事については#集団移住までの主な経緯参照。
- 1185年（文治元年） - 平家が壇ノ浦の戦いで大敗、そのとき平家一統が臥蛇島を含め十島の島々に落ち延びたとされている。
- 1227年（安貞元年） - 十島が川辺氏の支配下に入る。
- 1434年（永享6年） - 島津氏が臥蛇島と平島を種子島氏に与える[2]。
- 1450年（宝徳2年） - 朝鮮民が難破し漂着、2名は薩摩、2名は琉球に移される。
- 1513年（永正10年） - 臥蛇島より種子島氏へ鰹節と鰹煎汁、綿を上納する。
- 1761年（宝暦11年） - 島津氏への年頭の祝儀に臥蛇島の郡司が七島の代表として謁見する。
- 1875年（明治8年） - 臥蛇島に副戸長が置かれる。
- 1885年（明治18年） - 金久支庁（大島島庁）の管轄に入る。
- 1889年（明治22年） - 一戸長と村民協議会が設置される。
- 1897年（明治30年） - 川辺郡から大島郡になる。
- 1907年（明治40年） - 定期船就航（実質不定期）。
- 1908年（明治41年） - 島嶼（とうしょ）町村制施行により十島村（じっとうそん）発足。
- 1926年（大正15年） - 大島島庁が廃止され、大島支庁の管轄に入る。
- 1930年（昭和5年）5月 - 小学校令施行により中之島尋常小学校臥蛇島分教場発足。
- 1933年（昭和8年） - 村営船「十島丸」就航、月4往復運航となる。
- 1940年（昭和15年） - 臥蛇島灯台完成。島の人口が最大の133人となる。
- 1941年（昭和16年）4月 - 国民学校令施行により十島村立中之島国民学校臥蛇島分校発足。
- 1944年（昭和19年）10月 - ヒノキ造りの臥蛇島分校落成。
- 1946年（昭和21年） - 敗戦によりアメリカの軍政下に置かれる。
- 1948年（昭和23年） - 学制改革により中之島小中学校臥蛇島分校発足。
- 1952年（昭和27年） - 日本へ復帰。
- 1955年（昭和30年） - 臥蛇島灯台が復旧。
- 1956年（昭和31年） - 簡易水道完成。
- 1961年（昭和36年）9月 - 学校水道完成。
- 1961年（昭和36年）12月 - 学校発電施設完成。
- 1963年（昭和38年）3月 - 教職員住宅新築落成。
- 1965年（昭和40年）4月 - NHKのドキュメンタリー番組「ある人生」で「臥蛇の入道先生」が全国放映される。
- 1965年（昭和40年）7月 - 臥蛇島分校最初で最後の東京修学旅行が実現。
- 1966年（昭和41年） - 農村公衆電話開通
- 1968年（昭和43年）5月 - 完全学校給食実施
- 1970年（昭和45年）
  - 7月28日 - 臥蛇島から全世帯が移住、無人島となる
  - 7月31日 - 臥蛇島分校廃校
  - MBC（南日本放送）制作のドキュメンタリー番組「全島移住の島、臥蛇」が放映される
- 1971年（昭和46年） - 元島民約100名による集団来島（第1回目）
- 1982年（昭和57年）4月 - 臥蛇島灯台が自動制御化により無人となる
- 1996年（平成8年） - 中国人6人による不法入国事件が発生
- 2001年（平成13年） - 元島民35名による集団来島（第2回目）。このときの模様をMBCが取材し、電撃黒潮隊で放映した。
- 2011年（平成23年）10月22日 - 元島民ら32名による集団来島（第3回目）。波が高かったため上陸できなかったが、「フェリーとしま」が約30分間島の近くを航行し、船上慰霊祭を執り行った他、15人が高速船「ななしま2」を使い、島の周回を果たした。
- 2013年（平成25年）10月11日 - MBC南日本放送開局60周年を記念して制作された「かごしまアーカイブス60」の「ふるさとの島々」内にて、「全島移住の島、臥蛇」および「故郷は海の彼方に 臥蛇島三十一年目の夏」の一部が放映される。
- 2018年（平成30年）9月16日 - 産経新聞により、防衛省による離島奪還訓練場整備検討候補地として報じられる。
- 2019年（令和元年）9月12日 - 防衛省による離島奪還訓練場誘致を正式に表明[3]。
- 2020年（令和2年）10月27日 - 日米共同統合演習「キーン・ソード21」の一環として、臥蛇島およびその周辺海域で陸上自衛隊水陸機動団およびアメリカ海兵隊による離島奪還訓練を開始（11月3日まで）。30日には臥蛇島への着上陸訓練を実施。
- 2021年（令和3年）10月 - 全島移住から令和2年で50年を迎えたことを記念し、村が「臥蛇島離島50年記念誌」を作成。当時の貴重な写真や元住民の手記などが記載されている（村のホームページで閲覧可能〈お知らせ一覧・2021年12月6日記事〉）。

### 集団移住までの主な経緯
- 1945年（昭和20年）9月 - 枕崎台風により甚大な被害を受ける（離島者の増加）。
- 1951年（昭和26年）10月 - ルース台風により甚大な被害を受ける（離島者のさらなる増加）。
- 1952年（昭和27年）
  - 2月 - 奄美群島政府が県知事に対して「臥蛇島島民移住計画」を提案。
  - 2月 - 臥蛇島を含む十島村下7島が日本に復帰。同時期、村が島民に対して移住を勧奨する。
  - 5月 - 島民が知事に対して移転に反対という内容の「臥蛇島移転に関する申述書」を提出。
  - 8月 - 台風6号と9号の来襲により干害と潮害が発生。
  - 9月 - 台風10号により全戸が半壊の被害を受ける。
- 1964年（昭和39年） - 全国離島審議会の小委員会で「小島の大島への移住」に関する意見書が提出される。
- 1966年（昭和41年） - 経済企画庁から村長へ諮問。
- 1967年（昭和42年） - 村長が現地において説明会を行う。
- 1968年（昭和43年）8月 - 第3次離島特別振興事業計画策定のため、県調査団が各島を調査。
- 1969年（昭和44年）12月 - 島民が「離島対策による助成方の嘆願書」を村へ提出。
- 1970年（昭和45年）
  - 1月 - 村が助成願を県に提出、これにより県の1970年度予算に関係予算が盛り込まれる。
  - 1月 - 村が「離島計画書」を作成。
  - 1月 - 家屋測量・個人調書作成。
  - 3月 - 村定例議会において離島計画が公表。
  - 3月 - 県離島振興課による現地実態調査。
  - 4月 - 離島対策協議会を設置。
  - 5月 - 第1回移住対策委員会開催。
  - 6月 - 牛の運搬開始。
  - 7月 - 集団移住。

## 教育
- 十島村立中之島小中学校臥蛇島分校　〒891-52鹿児島県大島郡十島村臥蛇島　TEL中之島局21次　※このころは大島郡

廃校時の教職員数2名（小学部1名・中学部1名）・児童生徒数7名（小学部3名・中学部4名）。中之島小中学校の分校であり、小学部・中学部のいずれも教職員が1名で全ての教科を教えていた（1969年〈昭和44年〉までは小学部へ1名助教諭が付いていた）。児童生徒数が少なかったため、小学1年生から6年生で1教室、中学1年生から3年生で1教室の複式単級方式であった。ゆえに同時に複数の学年の授業内容を進行しなければならず、教師にとっても児童生徒にとっても負担の大きい環境であった。
校舎は総ヒノキ製で、当時村内では最も立派な造りであったという。延べ約100平方メートルで、1944年（昭和19年）に島の沿岸で座礁した台湾航路の貨客船が、脱出のために海に投棄したヒノキの原木によって建設された。
建築費用には、島内の全世帯から徴収した積み立て基金の他に、各世帯および青年団・婦人会からの寄付金、遭難船からの救助謝金、牛の売却益など、総額644円40銭が充てられた。

## 経済
漁業と農業が中心であり、農業については日本復帰後、畜産奨励により牛・豚・山羊・鶏などの放牧が盛んに行われ、貴重な現金収入となっていた。また、耕地では薩摩芋・裸麦・陸稲（餅米）・糯粟・馬鈴薯・玉葱・大根などが作られ、島民の日々の糧となっていた。しかし、その地質から餅米を除く稲作を行うことはできず、他所からの輸送に頼らざるをえなかった。
漁業については、当時本土の市場まで輸送する手段が整っていなかったため、ほとんどが自家用の漁撈である。他に、灯台関係の土木工事作業から現金収入をときどき得ていた。
- 組合

青年団4人による、当時県下で最も小さい組織。
キクラゲやシイタケの栽培、観賞用熱帯植物の採取、肉牛飼育などを行っていた。

## 報道・通信等

### 電気
分校にディーゼル発電機を設置し、それを各世帯に送電していた。発電量が少なく、利用時間も制限されたものであったが、世帯のほとんどが照明以外の利用がなく、また、ランプとの併用であったため、需要にはほぼ足りていたという。

### 水道
1956年（昭和31年）10月完成。比地岡氏が中心となって成し遂げられたことから、島民は「比地岡水道」と呼んでいた。それまでは集落下のわき水を人力で運んでいたので、格段の生活向上であった。

### テレビ
臥蛇島灯台（当時は有人）に備え付けられたものが島で唯一のテレビであったため、島民が視聴するべく連日訪れた。ただ、このころはまだ中之島中継局が設置されていなかったので、受信環境は決して良好ではなかった。

### 新聞
定期船の運航日程の関係から、ほぼ1週間遅れであった。

### 電話
1966年、中之島局からの地域団体加入電話が開通（回線数は1）。

### 臥蛇島灯台
- 第十管区海上保安本部管下施設。
- 1940年（昭和15年）運用開始。1944年（昭和19年）に一時アメリカ軍の爆撃で破壊されたが、1955年（昭和30年）に再運用開始。職員、施設ともに島民の生活に深く関わった。

## 民俗

### 行事
以下の行事は、集団移住の直前まで執り行われていた。現在は島民が全国へ離散したため行われることはなく、またその術を知る者も少ない。
- 1月：御岳あがり・船祝い・初申・先祖様御供養・蛭子祭・報恩講・金比羅祭・日まち祭・一八夜・二五日祭・虫祈祷
- 2月：船玉様・蛭子祭・ヒチゲー
- 3月：彼岸・水神祭・蛭子祭・金比羅祭・一六日祭・節句
- 4月：浜祭・大祭・仏様誕生祭・親鸞生誕祭・先祖様御供養
- 5月：一三夜・一八夜・二三夜・一六日祭・蛭子祭
- 6月：大祭・大瀬様・シマナカ様・御岳あがり・ネズミ御供養
- 7月：盆供養・蛭子祭・島祈祷
- 8月：大祭・一五夜祭・蛭子祭
- 9月：彼岸・御伊勢様・日まち祭・御岳あがり・金比羅祭・蛭子祭・一六日祭・一八夜・二三夜
- 10月：御岳祭・金比羅祭・豊年祝・牛御供養・金山様
- 11月：霜月祭・豊年祭・魚御供養
- 12月：午未・報恩講・先祖様御供養・蛭子祭・七中夜・ヒチゲー・年忘れ

※ヒチゲー：一斉休日、御岳あがり：初詣、仏様誕生祭：花まつり、大祭：八幡神社の大祭、大瀬様：海神様大祭、シマナカ様：始祖をまつる祭、島祈祷：悪疫悪天候を鎮めるための祈祷、御伊勢様：寄り合いと祝宴、日まち祭：総代宅で夜明けまで酒宴、金山様：金属製品の使用禁止日、霜月祭：漁業祭

### 宗教
- 八幡神社

島の総社であり、かつ集会や各種儀式を執り行う場であった。島民が島を去る際、新しく作られた小さな鳥居の側に、以下の文言が記された石碑を残している。これは、島で崇められていた神々を合祭した「神社」でもある。
「時代の流れの　過疎現象に依り　島民の人口も　著しく減少せり　左記の残島民　本土移住を前に　島の諸々の守り神の　御神霊を此に　安置す　昭和四十五年五月二十六日　神主　高崎貞男　総代　肥後貞則　区長　高崎末盛」　
なお、この碑文は分校最後の教職員・津曲勇（小学部教諭、中学部は妻のイクが講師）が依頼され、固まりかけたセメントの表面に金クギで書いたものであるという。
- 御嶽神社

御岳の山頂にあり、山の神を祀っていた。
- 若宮神社

これらの神社の宝物や祭具などについては、中之島にある中央公民館や鹿児島市の黎明館に保管されている。
- 龍福寺海蔵庵（禅宗）

本尊弁才天女、本府福昌寺の末寺。
- 墓地

東墓・西墓と呼ばれる墓地におよそ100基を越える墓跡群がある。無人後の1971年（昭和46年）、元島民およそ100名が墓参りのため集団来島を行った。

## 人物
- 比地岡栄雄（ひじおかえいお・1907年7月 - 1998年12月　大島郡笠利町〈現奄美市〉出身）

1953年から1966年の定年時まで、臥蛇島分校にて教鞭を執る。就任中、子供たちへの教育だけでなく、簡易水道や自家発電の整備、農作物の品種改良など、島民の生活に対して大きく貢献した。また、臥蛇島には村議会議員がいなかったため、役場への陳情など、時にはその役割をも果たした。そのような人柄と様相により、島民からは「入道先生」の愛称で親しまれていた。1959年、離島・へき地教育に大きな貢献をしたということで、南日本新聞社の文化功労章を受章。定年後は鹿児島経済大学（現在の鹿児島国際大学）にて、学生の進路指導などに携わる。1998年12月逝去（91歳）。
- 谷川雁（たにがわがん）

詩人、評論家、サークル活動家。1959年（昭和34年）、臥蛇島に約1か月滞在。その時の様子を、著書『工作者宣言』に記している。

## 臥蛇島関連の番組
一部はNHKの各放送局に備えられた番組公開ライブラリー施設で視聴可能。
- ある人生「臥蛇の入道先生」(NHK) 1965年4月18日放送（2001年9月9日にNHKアーカイブスで放送）※番組公開ライブラリーで視聴可能
- 特集「臥蛇の入道先生」(NHK) 1965年10月31日放送
- 特集「ある人生（エミー賞参加作品）臥蛇の入道先生」(NHK) 1967年10月7日放送
- 現代の映像「臥蛇島始末」(NHK) 1970年9月4日放送
- 「全島移住の島、臥蛇」(MBC南日本放送) 1970年放送（2000年にMBCアーカイブス50で再放送）
- 電撃黒潮隊「故郷は海の彼方に 臥蛇島三十一年目の夏」（MBC南日本放送） 2001年放送
- かごしまアーカイブス60「ふるさとの島々」(MBC南日本放送) 2013年10月11日放送
- MBCアーカイブス昭和のふるさと「トカラの臥蛇島全島移住」(MBC南日本放送) 2015年8月11日放送